# Hedera crebrescens
A Hedera crebrescens vagy budai borostyán egy Magyarországon azonosított új, invázióra hajlamos borostyánfaj.  A vélhetően kertjeinkből kiszabadult dísznövényfaj a klímaváltozás nyertese, bár gyenge fagyérzékenysége miatt nem terjedt mostanáig, az enyhe teleken gyors térhódításba kezdett, gyakran a honos borostyán helyébe lép és kiszorítja azt a természetes élőhelyeiről.

## Előzményei
A Hedera crebrescens Bényei-Höhn fajt a Szent István Egyetemen (ma MATE), a Budai Campus Növénytani Tanszékén azonosították 2017-ben, és morfológiai és genetikai vizsgálatokkal támasztották alá faji önállóságát, 20 év munkáját követően. 
A fajt előzőleg a Hedera hibernica Poit fajként tartották számon morfológiai hasonlóságuk miatt, ám a citológiai és morfológiai vizsgálatok bebizonyították, hogy külön fajról van szó; míg a Hedera hibernica tetraploid, addig a Hedera crebrescens egy diploid faj (nagy levelei ellenére). A faj ugyanakkor nem azonos a diploid Hedera helix fajjal sem. 

## Megjelenése

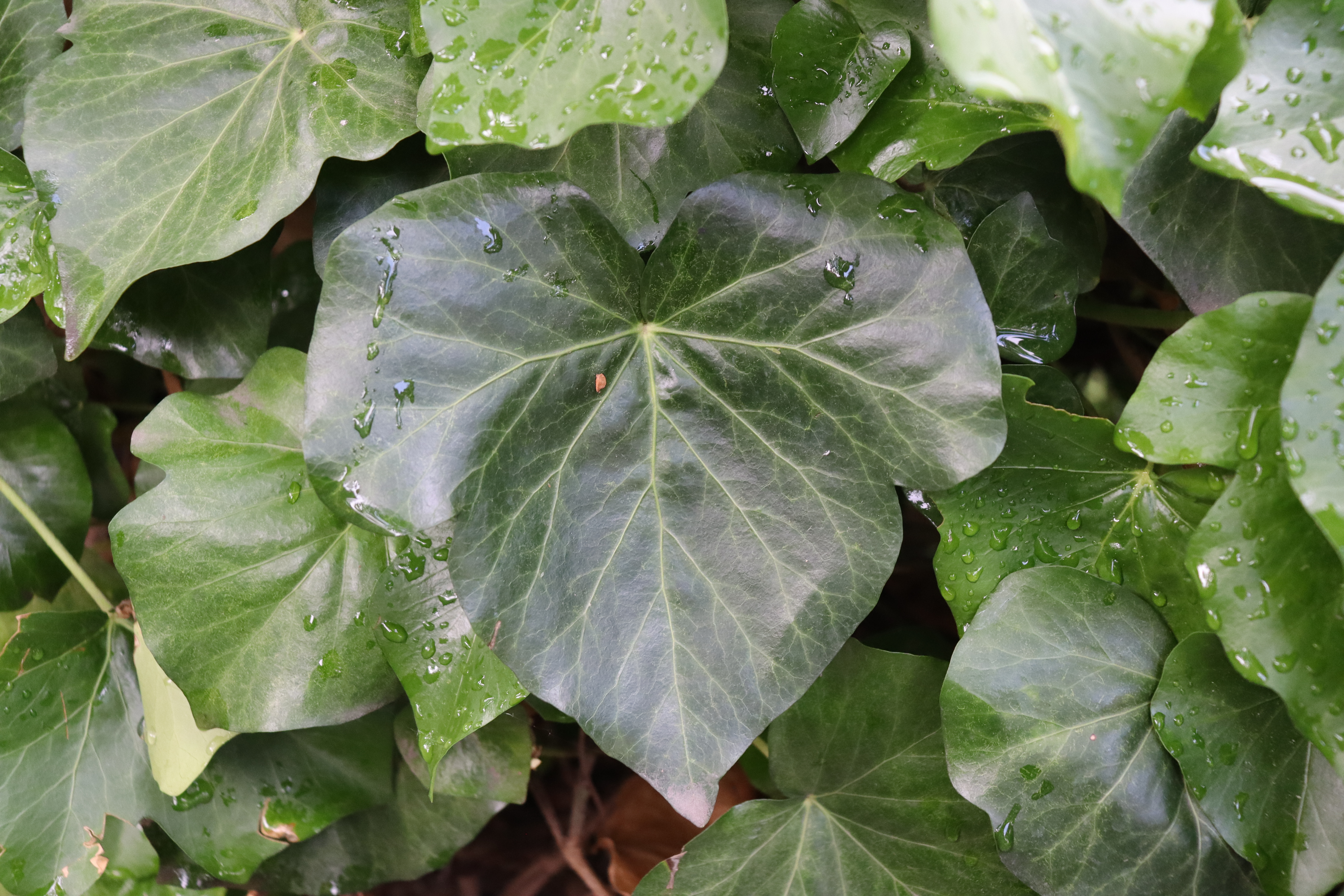
A kupola alakú vegetatív levél

A Hedera crebrescens kúszó vagy felemelkedő, vegetatív szárán a levelek háromkaréjúak, a felső (középső) karéj kupola alakú, erősen kihegyesedik. Jellemző rá az átfedő levélváll és a széles, majdnem hosszával megegyező levéllemez. A faj jellegzetessége ezen kívül, hogy bokor habitust is képes önállóan felvenni.

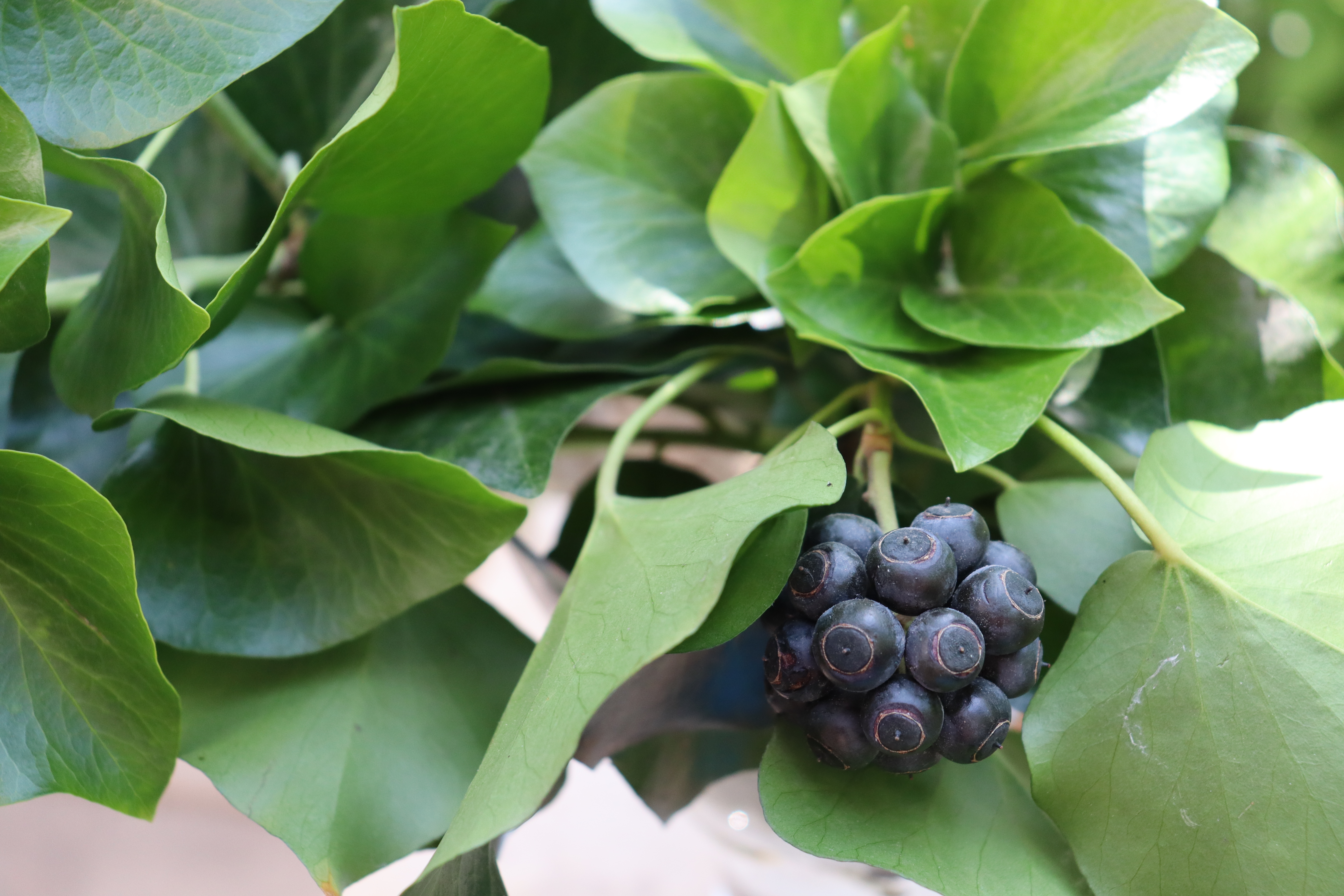
A Hedera crebrescens termése

A faj fontos határozóbélyege még a termése. A budai borostyán esetében rendszerint csak egy ernyő fordul termőre, a többi elszárad. Kékes-fekete színű bogyó termései tömötten állnak az ernyőben. 
A Hedera crebrescens egy invázióra hajlamos növény, ezért további vizsgálatokra van szükség a viselkedésének és elterjedésének felméréséhez, valamint terjedése megállításához.

## Hasonló fajok és megkülönböztetésük
A budai borostyánra leginkább a Hedera helix (közönséges borostyán) és a Hedera hibernica (ír borostyán) fajok hasonlítanak. Ezek mind levélalakban, mind termésben különböznek tőle.
Míg a közönséges borostyánnál a vegetatív levelek középső karéja megnyúlt, hosszúkás, addig az ír borostyánnál a középső karéjnál párhuzamosak az élek.
A közönséges és az ír borostyánnál is több ernyőből is fejlődnek termések, és azok rendszerint lazán, nem tömötten állnak.

## Borostyán Élőhely Kutatás Projekt
A Borostyán Élőhely Kutatás Projekt egy 2022-ben indult citizen science vagy közösségi tudomány projekt a Hedera crebrescens elterjedésének feltérképezése céljából. A borostyángyűjtés minden évben télen zajlik a borostyánok termésérése időszakában. 
A gyűjtésben részt venni akaró önkéntesektől fényképek és hajtások küldését várják a kutatók. Fontos a hely megjelölése, ugyanis ez alapján tudják a kutatók térképre vinni az adatokat. A hajtások gyűjtésénél az önkéntesektől a növény vegetatív  és generatív száráról is egy minimum 40 cm hosszú részt várnak, rajta több lomblevéllel, generatív hajtásnál érett termésekkel.
A beérkezett hajtások további vizsgálatok alapjául szolgálnak, mint például a morfometriai vizsgálatok alapjául.
A projektről és gyűjtésről a Facebook oldalukon vagy a projektet szervező Entz Ferenc Könyvtár és Levéltár honlapján lehet tájékozódni.